# 南非皺鰓鯊
南非皺鰓鯊為軟骨魚綱六鳃鲨目皺鰓鯊科的皺鰓鯊屬下的現存兩種鯊魚之一，發表於2009年。棲息於南安哥拉至南納米比亞一帶的深海。南非皺鰓鯊外表與皺鰓鯊十分類似，但是成年個體的體長較小，且包括頭部長度與嘴巴寬度等地方的比例也有不同。牠們似乎專門以小型鯊魚為食，能將獵物整隻吞下。繁殖方式推測與皺鰓鯊一樣為卵胎生。
其种加词“africana”意为“非洲的”。

## 分類學
皺鰓鯊多年來一直被認為是一科一屬一種。被懷疑存在有第二種皺鰓鯊的紀錄最早來自於1998年2月由南非研究船FRS Africana（這也是南非皺鰓鯊種名「africana」的來由）在納米比亞呂德里茨所捕捉到的個體，該個體為成年雄性，但體型小於當時已知成年皺鰓鯊的體長紀錄。在這之後的測量記錄發現，在這一帶所捕捉到的皺鰓鯊與其他地方的皺鰓鯊有些可供辨識的特徵差異。這些皺鰓鯊被命名為Chlamydoselachus "sp. A"，直到2009年才由大衛·艾伯特與倫納德·康帕格諾於科學期刊Zootaxa上進行正式發表與命名。正模標本為體長117 cm（46英寸）的未成年雌性個體，由研究船Benguela於納米比亞庫內納河外水深409米（1,342英尺）處的深海發現。

## 分布與棲息地
南非皺鰓鯊目前只有在南安哥拉至南納米比亞一帶發現。在南非也曾有皺鰓鯊屬個體的捕捉紀錄，包括東開普省水深1,230—1,400米（4,040—4,590英尺）處及夸祖魯-納塔爾省水深300米（980英尺）處，目前尚不知道這些個體是皺鰓鯊還是南非皺鰓鯊。目前仍未知道南非皺鰓鯊的棲息地偏好，目前有一個體是於水深425米（1,394英尺）處的柔軟沉積物上發現的。

## 描述
南非皺鰓鯊外表與皺鰓鯊十分類似，魚體似蛇延長且柔軟，頭部寬扁。眼睛大而圓，口端位，上頜具有 30 排牙齒，下頜則具有 27 排。每一顆牙齒具有三根向後彎曲的光滑齒尖，齒尖間則具有小齒頭。具六對鰓裂，其中第一對鰓裂於喉部左右互相連接，胸鰭寬而圓，基底位於第六對鰓裂後。腹鰭與臀鰭大而鈍圓，具有較長的基底，背鰭基底較短，位於臀鰭後方。尾鰭成三角形，不具有下葉。
比起皺鰓鯊，南非皺鰓鯊具有較長的頭部、兩眼與鼻孔間距較寬、嘴巴寬度較大、頭部與胸鰭間距離也較長。目前已知體型最大的雌性為體長117 cm（46英寸）的未成年正模標本，目前已知體型最大的雄性則為99 cm（39英寸）。體色為暗灰色，但體表具有薄膜使其看起來呈現深棕色。

## 生態學
從胃部內容得知，南非皺鰓鯊主要以體型較小的鯊魚為食，例如西非鋸尾鯊。牠們的顎、頰間隙和腹部都具有高度可擴展性，可以將獵物整隻吞入，而成排尖銳向後彎的牙齒則能防止獵物逃脫。一隻體長92 cm（36英寸）的個體曾發現其生前曾吞下約等同其體長40%的光尾鯊。雖然目前尚未發現成年雌性個體，但是推測南非皺鰓鯊與皺鰓鯊一樣均為卵胎生。雄性約於體長91.5 cm（36.0英寸）時達到性成熟。

## 保育現況
南非皺鰓鯊目前被國際自然保護聯盟列為是無危物種。